# Gymnostomiella monodii
Gymnostomiella monodii är en bladmossart som beskrevs av Potier de la Varde 1953. Gymnostomiella monodii ingår i släktet Gymnostomiella och familjen Pottiaceae. Inga underarter finns listade i Catalogue of Life.